# Villarsia capensis
Villarsia capensis är en vattenklöverväxtart som först beskrevs av Maarten Willem Houttuyn, och fick sitt nu gällande namn av Merrill. Villarsia capensis ingår i släktet Villarsia och familjen vattenklöverväxter. Inga underarter finns listade i Catalogue of Life.

## Bildgalleri

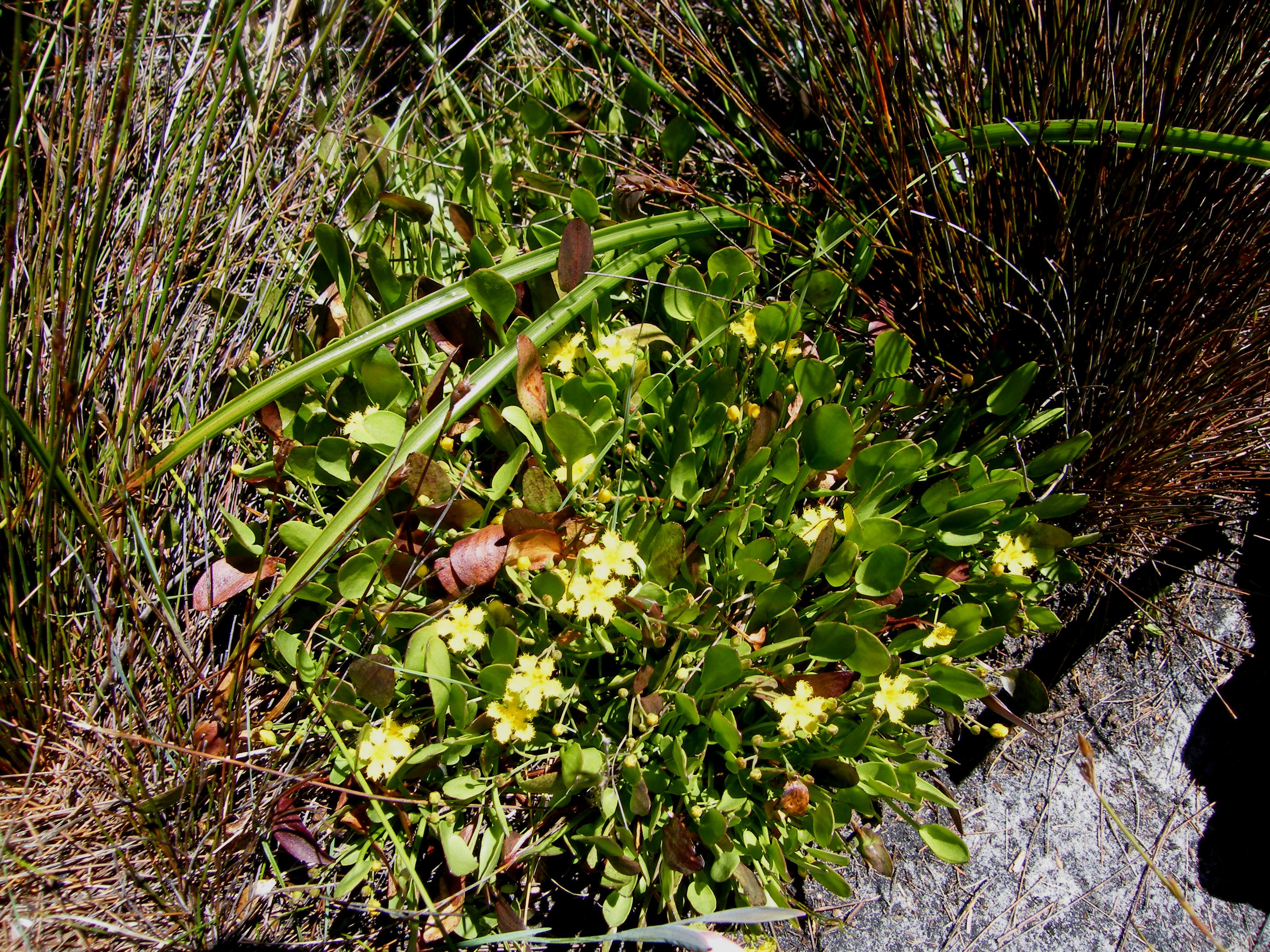
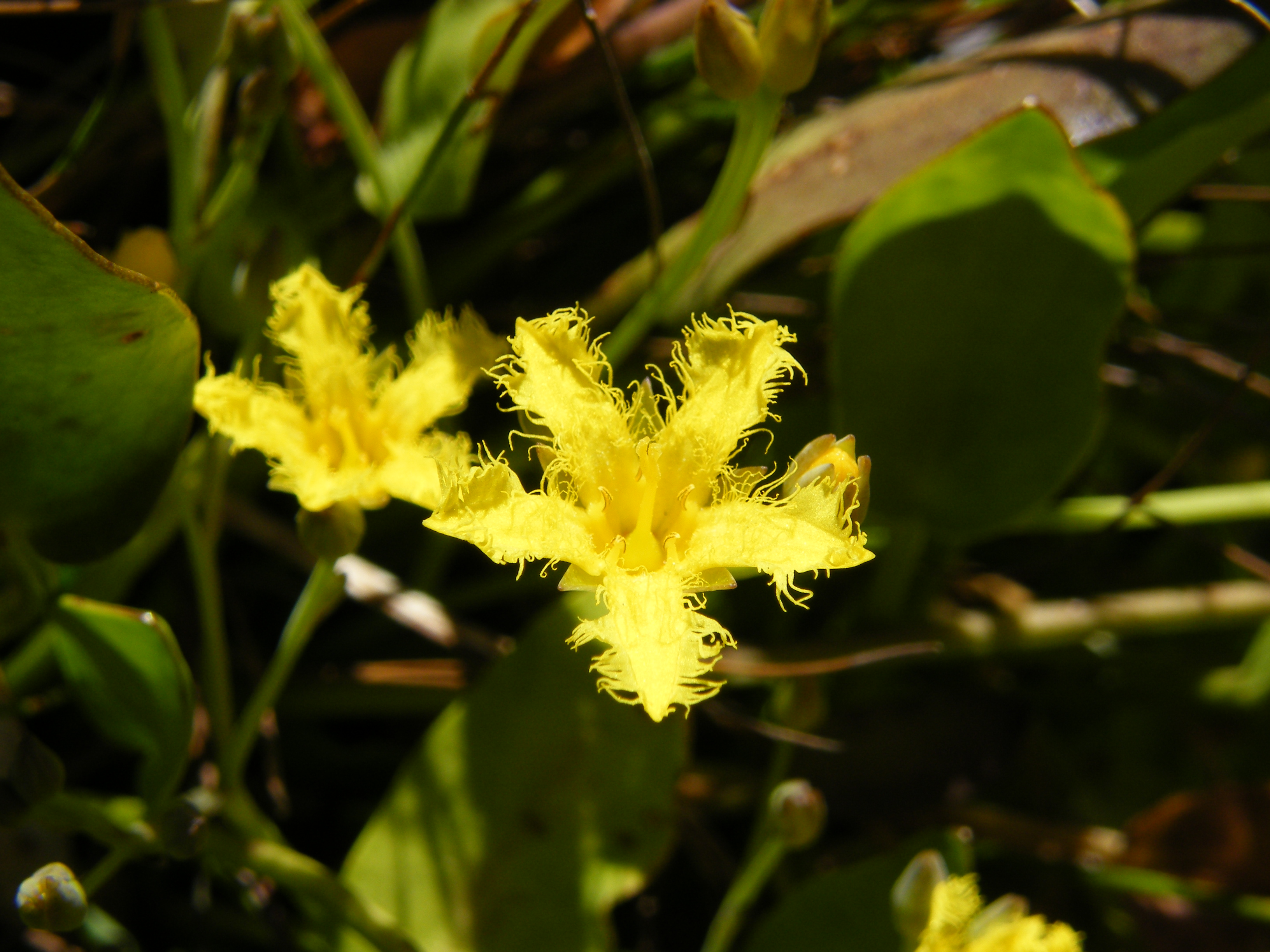